# UCI ворлд тур 2021.
UCI ворлд тур 2021, такмичење је у друмском бициклизму, које се састоји од 33 ворлд тур трке. Такмичење је почело 21. фебруара, са трком УАЕ Тур, а завршава се 19. октобра са трком Тур оф Гуангси.
UCI ворлд тур од 2021. садржи 35 трка, након деградације Тур оф Калифорније и Лондон—Сари класика, али су због пандемије ковида 19, отказане двије трке у Аустралији — Тур даун андер и Кадел Еванс грејт океан роад рејс.

## Тимови
У сезони 2021. учествује 19 ворлд тур тимова, са, до 32 возача. UCI ворлд тимови могу да имају највише 30 возача, 28 професионалних и два возача који тек почињу професионалну каријеру. Због пандемије ковида 19, UCI  је проширио дозвољени број возача за 2021. на 32, за 2022. на 31, док се од 2023. дозвољени број возача враће на 30. Сви ворлд тур тимови имају аутоматску позивницу за све ворлд тур трке и обавезни су да их возе. По правилу из 2019. најбољи про тур тим у рангирању, има загарантовано учешће на свакој ворлд тур трци наредне сезоне; најбољи про тур тим у сезони 2020. био је Алпесин—феникс, који је, такође, завршио на 12 мјесту у свјетском поретку тимова. Другопласирани из про тура 2020. — Аркеа—самсик, такође има аутоматску позивницу за класике, док организатори трка понаособ одлучују о вајлд кард позивницама. На гранд тур тркама, било је дозвољено учешће 22 тима, али је због пандемије UCI дозволио проширење на 23 тима за сезону 2021.
Од 2018. број возача у тимовима на гранд тур тркама је смањен са девет на осам, док је број возача у тимовима на свим осталим тркама смањен са осам на седам.

У односу на претходну сезону, Астана је промијенила име у Астана премијер тех, након што је канадска компанија — Премијер тех, постала спонзор. То је био први пут да је нека страна компанија постала спонзор тима, након што су током година спонзори били компаније из Казахстана, које су углавном биле повезане са владом. АГ2Р ла мондијал је промијенио име у АГ2Р ситроен, након што је компанија Ситроен постала главни спонзор тима. Бахреин—макларен је промијенио име у Бахреин—викторијус, након што се Макларен повукао из бициклизма на крају 2020. Тим Мичелтон—скот промијенио је име у Бајк ексчејнџ, након што је онлајн продавница бициклистичке опреме постала главни спонзор тима. Тим Санвеб промијенио је име у ДСМ, након што је компанија која заступа здраву исхрану — ДСМ, замијенила Санвеб као главни спонзор. ЕФ про сајклинг промијенио је име у ЕФ едукејшен—нипо, након што је јапанска компанија за изградњу и асфалт — Нипо, постала главни спонзор тима. НТТ про сајклинг је промијенио име у Кубека асос. Јапанска телекомуникациона компанија — НТТ, објавила је да се повлачи из бициклизма на крају 2020, након што је била спонзор тима шест година, због чега је тим био близу гашења, али је швајцарска компанија одјеће — Асос, постала нови главни спонзор. Тим ЦЦЦ, који је настао 2019. након што се пољски про тур тим ЦЦЦ спојио са ворлд тур тимом БМЦ, остао је без спонзора на крају 2020, јер се компанија ЦЦЦ повукла након губитака од 75 милиона евра због пандемије.  Ворлд тур лиценцу тима је купио белгијски про тур тим Сиркус ванти—гобер, који је тако престао да постоји и спојио се са тимом ЦЦЦ; француски ланац супермаркета — Интермарш, постао је главни спонзор тима, који је промијенио име у Интермарш—ванти—гобер материокс.
UCI ворлд тур тимови:
| - АГ2Р ситроен - Астана премијер тех - Бајк ексчејнџ - Бахрејн–викторијус - Бора–Ханзгро - Групама—ФДЈ - Декунинк—Квик-степ - ДСМ - ЕФ едукејшен—нипо - Израел старт ап нејшн | - Инеос Гренадирс - Интермарш—ванти—гобер материокс - Јумбо—визма - Кофидис - Кубека асос - Лото–Судал - Мовистар - Трек–Сегафредо - УАЕ тим Емирејтс |

## Трке
Календар за 2021. објављен је крајем 2020.
| Трка                           | Датум                     | Побједник                 | Другопласирани          | Трећепласирани            |
| ------------------------------ | ------------------------- | ------------------------- | ----------------------- | ------------------------- |
| УАЕ Тур                        | 21–27 фебруар             | Тадеј Погачар (SLO)       | Адам Јејтс (GBR)        | Жоао Алмеида (POR)        |
| Омлоп хет Ниувсблад            | 27. фебруар               | Давиде Балерини (ITA)     | Џеки Стјуарт (GBR)      | Сеп Ванмарке (BEL)        |
| Страде Бјанке                  | 6. март                   | Метју ван дер Пул (NED)   | Жилијен Алафилип (FRA)  | Еган Бернал (COL)         |
| Париз—Ница                     | 7–14. март                | Максимилијан Шахман (GER) | Александар Власов (RUS) | Јон Изагире (ESP)         |
| Тирено—Адријатико              | 10–16. март               | Тадеј Погачар (SLO)       | Ваут ван Арт (BEL)      | Микел Ланда (ESP)         |
| Милано—Санремо                 | 20. март                  | Јаспер Стојвен (BEL)      | Кејлеб Јуан (AUS)       | Ваут ван Арт (BEL)        |
| Вуелта а Каталуња              | 22–28. март               | Адам Јејтс (GBR)          | Ричи Порт (AUS)         | Герент Томас (GBR)        |
| Дридагсе Бриж—Де Пан           | 24. март                  | Сем Бенет (IRL)           | Јаспер Филипсен (BEL)   | Паскал Акерман (GER)      |
| Е3 саксо банк класик           | 26. март                  | Каспер Асгрен (DEN)       | Флоријан Сенешал (FRA)  | Метју ван дер Пул (NED)   |
| Гент—Вевелгем                  | 28. март                  | Ваут ван Арт (BEL)        | Ђакомо Ницоло (ITA)     | Матео Трентин (ITA)       |
| Дварс дор Фландерен            | 31. март                  | Дилан ван Барле (NED)     | Кристоф Лапорт (FRA)    | Тим Мерлије (BEL)         |
| Ронде ван Фландерен            | 4. април                  | Каспер Асгрен (DEN)       | Метју ван дер Пул (NED) | Грег ван Авермат (BEL)    |
| Вуелта ал Паис Баско           | 5–10. април               | Примож Роглич (SLO)       | Јонас Вингегард (DEN)   | Тадеј Погачар (SLO)       |
| Париз—Рубе                     | 11. април                 |                           |                         |                           |
| Амстел голд рејс               | 18. април                 | Ваут ван Арт (BEL)        | Том Пидкок (GBR)        | Максимилијан Шахман (GER) |
| Флеш Валон                     | 21. април                 | Жилијен Алафилип (FRA)    | Примож Роглич (SLO)     | Алехандро Валверде (ESP)  |
| Лијеж—Бастоњ—Лијеж             | 25. април                 | Тадеј Погачар (SLO)       | Жилијен Алафилип (FRA)  | Давид Году (FRA)          |
| Тур де Романди                 | 27. април – 2. мај        |                           |                         |                           |
| Ешборн—Франкфурт               | 1. мај                    |                           |                         |                           |
| Ђиро д’Италија                 | 8–30. мај                 |                           |                         |                           |
| Критеријум ди Дофине           | 30. мај – 6. јун          |                           |                         |                           |
| Тур де Свис                    | 6–13. јун                 |                           |                         |                           |
| Тур де Франс                   | 26. јун – 18. јул         |                           |                         |                           |
| Класик Сан Себастијан          | 31. јул                   |                           |                         |                           |
| Тур де Полоње                  | 9–15. август              |                           |                         |                           |
| Вуелта а Еспања                | 14. август – 5. септембар |                           |                         |                           |
| Јуроајс сајкласик              | 15. август                |                           |                         |                           |
| Бретање класик                 | 22. август                |                           |                         |                           |
| / Бинкбанк Тур                 | 30. август – 5. септембар |                           |                         |                           |
| Гран при сајклисте де Квебек   | 10. септембар             |                           |                         |                           |
| Гран при сајклисте де Монтреал | 12. септембар             |                           |                         |                           |
| Ђиро ди Ломбардија             | 9. октобар                |                           |                         |                           |
| Тур оф Гуангси                 | 14–19. октобар            |                           |                         |                           |

### Отказане трке
Због пандемије ковида 19, отказане су прве двије трке у календару — Тур даун андер и Кадел Еванс грејт океан роад рејс, које су требале да се возе у јануару у Аустралији. Трке су отказане због путовања и због тога што би сви морали да иду у карантин по доласку у Аустралију. Организатори Сантос Тур даун андер трке, организовали су серију трка у разним дисциплинама за домаће возаче, под називом „Бициклистички фестивал Сантоса“.
Тур оф Калифорнија, која је била дио ворлд тура од 2017. није члан календара за 2021. и дио је UCI Америка тура. Лондон—Сари класик, који је дио ворлд тура од 2017. такође је изгубила мјесто у календару, након што је главни спонзор — Прудентијал, отказао спонзорство.

## Преглед
Након отказивања трка у Аустралији — Тур даун андер и Кадел Еванс грејт океан роад рејс, UCI ворлд тур стартовао је 21. фебруара, трком УАЕ Тур, која је имала седам етапа. Тадеј Погачар је освојио трку, 45 секунди испред Адама Јејтса, уз једну етапну побједу. Сем Бенет је једини остварио двије побједе, док су Кејлеб Јуан, Ван дер Пул, Јонас Вингегард и Филипо Гана. Ван дер Пул и његов тим — Алпесин—феникс, морали су да напусте трку на другој етапи због корона вируса. Истог дана када је вожена последња етапа на УАЕ Туру, вожен је Омлоп хет Ниувсблад. Жилијен Алафилип, Грег ван Авермат, Сеп Ванмарке и Том Пидкок били су у бијегу, али их је група достигла и, у групном спринту побиједио је Давиде Балерини, испред Џекија Стјуарта и Ванмаркеа. На трећој трци у сезони — Страде Бјанкеу, на око 25 km до циља, Алафилип је напао, пратили су Метју ван дер Пул, Ваут ван Арт, Михал Гогл, Еган Бернал, Том Пидкок и Погачар. Ван дер Пул је напао на последњем сектору калдрме, на 11 km до циља, пратио је само Алафилип, а затим их је достигао Бернал, док је Погачар радио у групи иза, али нису могли да их достигну. У последњем километру, Ван дер Пул је напао на успону и остварио соло побједу, пет секунди испред Алафилипа, док је Бернал завршио на трећем мјесту, испред Ван Арта. У нападу у последњем километру, Ван дер Пул је достигао убрзање од 1,362 вата, након чега је 15 секунди возио са 1,105 вати, а у остатку успона, који је одвезао за минут и 23 секунде, одржавао је просјек од 556 вати.
На Париз—Ници, Примож Роглич је остварио три етапне побједе, од чега је трећу остварио на претпоследњој, седмој етапи, када је на 25 метара до циља достигао Ђина Медера, који је био у бијегу од почетка етапе. Медер је изјавио да је био на ивици суза када је остао без прве побједе у професионалној каријери. Пред последњу етапу, Роглич је имао предност од 52 секунде испред Максимилијана Шахмана, али је на последњој етапи пао двапут, завршио три минута иза и завршио је на 15 мјесту у генералном пласману. Трку је освојио Шахман, другу годину заредом, 19 секунди испред Александра Власова. На Тирено—Адријатику, на прве три етапе, по побједу су остварили Ван Арт, Алафилип и Ван дер Пул. Циљ четврте етапе био је на успону Прати ди Тиво, Погачар је напао на 5.5 km до циља, што нико није могао да прати и побиједио је шест секунди испред Сајмона Јејтса, који је у финишу смањио заостатак. На петој етапи, Ван дер Пул је напао на 52 km до циља, стекао је три минута предности, након чега је Погачар напао из главне групе, на 17 km до циља. На последњем успону — Кастелфидарду, који је имао секције од 15% нагиба, Погачар је смањио заостатак, али је Ван дер Пула побиједио, десет секунди испред, изјавивши да је ишао до крајњих граница и да је био потпуно празан у последњих неколико километара. На хронометру на последњој, седмој етапи, Ван Арт је побиједио испред [[Стефан Кинг|Стефана Кинга] и Филипа Гане. То је био први да Гана није побиједио на хронометру од јануара 2020, остваривши осам побједа заредом. Трку је освојио Погачар, минут испред Ван Арта, уз освојене брдску и класификацију за најбољег младог возача.

## Статистика

### Највише освојених трка
| Позиција | Возач             | Број побједа |
| -------- | ----------------- | ------------ |
| 1.       | Тадеј Погачар     | 3            |
| 2.       | Ваут ван Арт      | 2            |
| 2.       | Каспер Асгрен     | 2            |
| 2.       | Давиде Балерини   | 1            |
| 2.       | Метју ван дер Пул | 1            |
| 2.       | Максимијан Шахман | 1            |
| 2.       | Јаспер Стојвен    | 1            |
| 2.       | Адам Јејтс        | 1            |
| 2.       | Сем Бенет         | 1            |
| 2.       | Дилан ван Барле   | 1            |
| 2.       | Примож Роглич     | 1            |
| 2.       | Жилијен Алафилип  | 1            |

### Побједе по државама
| Позиција | Држава    | Број побједа |
| -------- | --------- | ------------ |
| 1.       | Словенија | 4            |
| 2.       | Белгија   | 3            |
| 3.       | Холандија | 2            |
| 3.       | Данска    | 2            |
| 2.       | Италија   | 1            |
| 2.       | Њемачка   | 1            |
| 2.       | УК        | 1            |
| 2.       | Ирска     | 1            |
| 2.       | Француска | 1            |

### Побједе по тимовима
| Позиција | Тим                | Број побједа |
| -------- | ------------------ | ------------ |
| 1.       | Декунинк—Квик-степ | 5            |
| 2.       | УАЕ тим емирејтс   | 3            |
| 2.       | Јумбо—визма        | 3            |
| 4.       | Инеос Гренадирс    | 2            |
| 2.       | Алпесин—феникс     | 1            |
| 2.       | Бора—ханзгро       | 1            |
| 2.       | Трек—сегафтедо     | 1            |